# Seven Girlfriends
Seven Girlfriends é uma comédia romântica de 1999 dirigido por Paul Lazarus e estrelado por Tim Daly.

## Elenco
- Tim Daly .... Jesse Campbell
- Laura Leighton .... Anabeth
- Mimi Rogers .... Marie
- Olivia d'Abo .... Hannah
- Melora Hardin .... Laura
- Jami Gertz .... Lisa
- Katy Selverstone .... Peri
- Elizabeth Peña .... Martha
- Arye Gross .... Roman